# Кизьва (село)
Кизьва — село в составе Сивинского района в Пермском крае.

## Географическое положение
Село расположено в северной части района на расстоянии примерно 13 километров на северо-восток по прямой от села Сива.

## Климат
Климат умеренно-континентальный с продолжительной снежной зимой и коротким, умеренно-теплым летом. Среднегодовая температура +1,7 °С. Средняя температура июля составляет +17,7 °С, января −15,1 °С. Среднее годовое количество осадков составляет 586 мм.

## История
Известно с 1647 года как починок Кизва. Кизва (впоследствии Кизьва) принадлежала Строгановым, позже Всеволожским, играла роль волостного центра Оханского уезда. В советский период истории здесь существовали колхоза «Урал», им. Пушкина, «Победа» и, наконец, «Урожай». Село до 1 января 2021 входит в состав Сивинского сельского поселения Сивинского района. Предполагается, что после упразднения обоих муниципальных образований войдёт в состав Сивинского муниципального округа.

## Население
Постоянное население составляло 664 человека в 2002 году (99 % русские), 502 человека в 2010 году.